# Wzgórza Ścinawskie
Wzgórza Ścinawskie – wzgórza położone w Obniżeniu Ścinawki, zajmujące obszar około 80 km². Najwyższe szczyty Wzgórz Ścinawskich to Gardzień (556 m n.p.m.), Nowa Kopka (549 m n.p.m.) oraz Ścinawskie Wzgórze (535 m n.p.m.).